# Franciszek Salezy Jezierski
Franciszek Salezy Jezierski (* 1740 bei Łuków, Polen-Litauen; † 1791 in Warschau, Polen-Litauen) war ein polnischer römisch-katholischer Geistlicher und Schriftsteller der Aufklärung. Seine Familie gehörte zur Wappengemeinschaft Nowina.
Jezierski entstammte einer römisch-katholischen Adelsfamilie. Er besuchte das Piaristenkolleg in Łuków. Danach war er als Jurist und Soldat tätig. Nach kurzer Zeit beendete er jedoch seine militärische Laufbahn und trat in einen geistlichen Orden in Warschau ein und empfing die priesterlichen Weihen. Bereits als Geistlicher ging er nach Italien, um zu studieren. Nach dem Studium war er zunächst in Kalisz und Gnesen tätig. Kurze Zeit war er im Dienst des Bischofs Adam Naruszewicz, bevor er sich der Kommission für nationale Bildung anschloss. Für die Kommission war er Rektor der königlichen Lubliner Schulen ab 1781 und ab 1783 der königlichen Schulen in Kleinpolen. Im selben Jahr wurde er zum Doktor der Theologie und Philosophie an der Krakauer Akademie promoviert. 1784 wurde er Bibliothekar der Jagiellonischen Bibliothek in Krakau. Im selben Jahr wurde er Prediger an der Wawel-Kathedrale. Schließlich wurde er auch Richter am Krontribunal in Lublin. 1785 kehrte er jedoch nach Warschau zurück, wo er der Schmiede von Hugo Kołłątaj beitrat. Obwohl er selbst nicht abgeordnet wurde, nahm er am Vierjährigen Sejm von 1788 bis 1792 teil. Er hielt die Eröffnungsrede des Sejm und begleitete ihn als Publizist. Seine Radikalen Reformideen trafen jedoch auf den Widerstand des konservativen Landadels, dessen Rechte er zugunsten des Bürgertums und des Bauernstandes beschneiden wollte. Er starb im Haus von Hugo Kołłątaj im Februar 1791 wenige Monate vor der Verabschiedung der Verfassung vom 3. Mai 1791. Jezierski schrieb zahlreiche Traktate, Predigten, Gedichte, Reiseberichte, Übersetzungen, historische und politische Schriften.